# Cirrèstica
La Cirrèstica (en grec antic: Κυρρηστική, llatí: Cyrrhestica) era un districte de Síria, que va rebre aquest nom durant el domini macedoni. Es trobava entre la plana d'Antioquia de l'Orontes i l'Eufrates, i tenia a l'oest les muntanyes de l'Amanos i Commagena; cap al sud arribava fins al desert. Era un districte fèrtil i ben regat i densament poblat, especialment a la vora de l'Eufrates, segons diu Estrabó.
En aquest districte, el general romà Publi Ventidi Bas va derrotar el rei part Pacoros a la batalla del Mont Gindarus, i va venjar així Cras i l'exèrcit romà derrotat a Carres. Sota Constantí el Gran, el districte va quedar unit amb Commagena per formar la província Eufratesa.
Les ciutats principals de Cirrèstica van ser Cirros, Hieràpolis, Zeugma, Europos, Birta, Berea i Batnes.